# Lista odcinków serialu Agenci NCIS: Los Angeles
Poszczególne sezony serialu Agenci NCIS: Los Angeles liczą 24 odcinki. Polska premiera 4 sezonu odbyła się 5 marca 2013 roku na kanale AXN. Pilotażowymi odcinkami są dwa odcinki 6 sezonu Agenci NCIS.

## Serie
| Seria | Seria | Odcinki | Oryginalna emisja    | Oryginalna emisja | Oryginalna emisja | Oryginalna emisja |
| Seria | Seria | Odcinki | Premiera serii       | Finał serii       | Premiera serii    | Finał serii       |
| ----- | ----- | ------- | -------------------- | ----------------- | ----------------- | ----------------- |
|       | 0     | 2       | 28 kwietnia 2009     | 5 maja 2009       | 19 marca 2013     | 19 marca 2013     |
|       | 1     | 24      | 22 września 2009     | 25 maja 2010      | 17 lutego 2010    | 28 lipca 2010     |
|       | 2     | 24      | 21 września 2010     | 17 maja 2011      | 8 lutego 2011     | 19 lipca 2011     |
|       | 3     | 24      | 20 września 2011     | 15 maja 2012      | 22 lutego 2012    | 1 sierpnia 2012   |
|       | 4     | 24      | 25 września 2012     | 14 maja 2013      | 5 marca 2013      | 10 września 2013  |
|       | 5     | 24      | 24 września 2013     | 13 maja 2014      | 4 lutego 2014     | 15 lipca 2014     |
|       | 6     | 24      | 29 września 2014     | 18 maja 2015      | 24 lutego 2015    | 14 lipca 2015     |
|       | 7     | 24      | 21 września 2015     | 2 maja 2016       | 16 lutego 2016    | brak danych       |
|       | 8     | 24      | 25 września 2016     | 14 maja 2017      | 14 lutego 2017    | nie wyemitowano   |
|       | 9     | 24      | 1 października 2017  | 20 maja 2018      | 1 lutego 2018     | —                 |
|       | 10    | 24      | 30 września 2018     | 19 maja 2019      | —                 | —                 |
|       | 11    | 22      | 29 września 2019     | 26 kwietnia 2020  | —                 | —                 |
|       | 12    | 18      | 8 listopada 2020     | 23 maja 2021      | —                 | —                 |
|       | 13    | 22      | 10 października 2021 | 22 maja 2022      | —                 | —                 |
|       | 14    | 21      | 9 października 2022  | 21 maja 2023      | —                 | —                 |

## Seria 0: 2009
| 22 | „Legend (Part I)”  | „Legenda część 1" | 28 kwietnia 2009 | 19 marca 2013 | Tony Wharmby        | Shane Brennan |
| Gibbs i McGee przylatują do Los Angeles aby współpracować z agentami NCIS Biura Projektów Specjalnych. Zespół musi rozwiązać sprawę morderstwa żołnierza co ostatecznie prowadzi do wniosku, że morderstwo miało związek z uśpioną komórką terrorystyczną.                                                                        |                    |                   |                  |               |                     |               |
| 23 | „Legend (Part II)” | „Legenda część 2" | 5 maja 2009      | 19 marca 2013 | James Whitmore, Jr. | Shane Brennan |
| Tajne spotkanie przedstawicieli władzy kończy się morderstwem agenta z Departamentu Bezpieczeństwa Narodowego. Gibbs i jego zespół rozpoczynają śledztwo. Muszą nawiązać współpracę z FBI, by znaleźć mordercę. Tropy prowadzą do poznanego wcześniej wroga. Tymczasem Tony konfrontuje się z agentem Mossadu Michaelem Rivkinem. |                    |                   |                  |               |                     |               |

## Seria 1: 2009–2010
| 1 | „Identity”           | „Tożsamość”             | 22 września 2009     | 17 lutego 2010   | James Whitmore, Jr. | Shane Brennan                  |
| Agenci starają się rozwikłać zagadkę śmierci oficera marynarki, który został zastrzelony podczas wymiany ognia, która wywiązała się pomiędzy policjantami i dealerami narkotyków. Wydaje się, że oficer był zakładnikiem, ale agenci Callen i Hanna wkrótce odkrywają, że sprawa jest dużo bardziej skomplikowana. |                      |                         |                      |                  |                     |                                |
| 2 | „The Only Easy Day”  | „Jedyny łatwy dzień”    | 29 września 2009     | 24 lutego 2010   | Terrence O’Hara     | R. Scott Gemmill               |
| Trzech byłych członków oddziałów specjalnych SEAL przerywa transakcję odbywającą się między handlarzami narkotyków. W trakcie strzelaniny ginie jeden z nich oraz funkcjonariusz policji. Gdy agenci NCIS oglądają nagranie z kamer przemysłowych, Sam Hanna rozpoznaje jednego z kolegów, z którymi służył w oddziale SEAL. |                      |                         |                      |                  |                     |                                |
| 3 | „Predator”           | „Drapieżnik”            | 6 października 2009  | 3 marca 2010     | Tony Wharmby        | Dave Kalstein                  |
| Zostaje skradziony bezzałogowy statek latający uzbrojony w rakiety „Hellfire”. W rezultacie działań złodziei ginie żołnierz. Drużyna otrzymuje zadanie zlokalizowania sprawców. W trakcie śledztwa okazuje się, że ukrywają się oni gdzieś w Los Angeles. Czas bardzo szybko ucieka, a moment, w którym nieznani sprawcy będą chcieli wykorzystać śmiercionośną broń na amerykańskiej ziemi, zbliża się nieubłaganie. |                      |                         |                      |                  |                     |                                |
| 4 | „Search and Destroy” | „Znajdź i zniszcz”      | 13 października 2009 | 10 marca 2010    | Steve Boyum         | Gil Grant                      |
| W USA zostaje zamordowany pewien wpływowy biznesmen pochodzący z Iraku. Głównym podejrzanym jest Walton Flynn, były żołnierz, który miał chronić biznesmena na amerykańskiej ziemi. Drużyna otrzymuje informacje, że Flynn ukrywa się gdzieś w Los Angeles. Rozpoczyna się obława. |                      |                         |                      |                  |                     |                                |
| 5 | „Killshot”           | „Zabójczy strzał”       | 20 października 2009 | 17 marca 2010    | David Barrett       | Shane Brennan                  |
| Ginie jeden z ludzi, którzy pracowali nad ściśle tajnym rządowym projektem. Człowiek ten w przeszłości pracował dla innego kraju, po czym uciekł do USA. Gdy agenci wpadają na trop podejrzanego, okazuje się, że jest on bardzo dobrze znany dyrektorowi NCIS. |                      |                         |                      |                  |                     |                                |
| 6 | „Keepin’ It Real”    | „Pozory mylą”           | 3 listopada 2009     | 24 marca 2010    | Leslie Libman       | Matt Pyken                     |
| W Los Angeles jedna z imprez na dachu budynku kończy się tragicznie. Ginie młody i bogaty kawaler. Okazuje się, że był to żołnierz piechoty morskiej, którego zadaniem było wejście w bogate środowisko. Niestety, agenci nie mogą zlokalizować nikogo, kto zlecił żołnierzowi takie zadanie. Oprócz odkrycia tajnych wytycznych, które otrzymał zmarły, muszą również ustalić motyw, którym kierował się morderca. |                      |                         |                      |                  |                     |                                |
| 7 | „Pushback”           | „Powrót do przeszłości” | 10 listopada 2009    | 31 marca 2010    | Paris Barclay       | Shane Brennan                  |
| NCIS zajmuje się śmiercią pewnej Rosjanki. Przy okazji, śledztwo odkrywa niewyjaśnione do tej pory fakty o zdarzeniu, które miało miejsce sześć miesięcy temu. Callen został wtedy poważnie ranny podczas pełnienia obowiązków. Dzięki prowadzonemu dochodzeniu znajdują się dowody, które doprowadzą ich do odpowiedzi na pytanie, kto i czemu chciał śmierci Callena. |                      |                         |                      |                  |                     |                                |
| 8 | „Ambush”             | „Zasadzka”              | 17 listopada 2009    | 7 kwietnia 2010  | Rod Holcomb         | Lindsay Sturman                |
| Ekipa zajmuje się śledztwem w sprawie morderstwa żołnierza piechoty morskiej. W międzyczasie Hetty bierze udział w przesłuchaniach w Senacie. Śledztwo prowadzi bohaterów do ugrupowania paramilitarnego oraz do skradzionych rakiet. |                      |                         |                      |                  |                     |                                |
| 9 | „Random on Purpose”  | „Celowy chaos”          | 24 listopada 2009    | 14 kwietnia 2010 | Steven DePaul       | Speed Weed                     |
| W Los Angeles grasuje morderca. Zwraca to uwagę Abby Scuito, która przyjeżdża z Waszyngtonu, by wspomóc bohaterów. Okazuje się, że od dłuższego czasu śledzi zabójcę. |                      |                         |                      |                  |                     |                                |
| 10 | „Brimstone”          | „Odkupienie win”        | 15 grudnia 2009      | 21 kwietnia 2010 | Terrence O’Hara     | R. Scott Gemmill               |
| Bohaterowie muszą odłożyć na jakiś czas świąteczne przygotowania. Zostaje im zlecona sprawa, w której zginął żołnierz piechoty morskiej, gdy wybuchł jego telefon komórkowy. Zespół prędko zdaje sobie sprawę, że musi odnaleźć pozostałych członków jednostki, by uchronić ich przed podobnym losem. |                      |                         |                      |                  |                     |                                |
| 11 | „Breach”             | „Naruszenie zasad”      | 5 stycznia 2010      | 28 kwietnia 2010 | Perry Lang          | R. Scott Gemmill Shane Brennan |
| Callen chce się podjąć misji w pojedynkę, gdy zostaje zamordowany zwolniony warunkowo przestępca. Do tego celu przybiera jedną ze starych tożsamości. Reszta grupy próbuje wspierać go, śledząc jego poczynania. |                      |                         |                      |                  |                     |                                |
| 12 | „Past Lives”         | „Stara sprawa”          | 12 stycznia 2010     | 5 maja 2010      | Elodie Keene        | Dave Kalstein                  |
| Callen pragnie podjąć samodzielne śledztwo, gdy ginie zwolniony warunkowo Joey Gale, skazany, którego posłał do więzienia. Ofiara na kilka godzin przed śmiercią wysłała do niego wiadomość. Na wolność wyszli jego wspólnicy. Śledztwo oznacza dla Callena spotkanie z siostrą Joeya i konfrontację z jej trudną sytuacją rodzinną. |                      |                         |                      |                  |                     |                                |
| 13 | „Missing”            | „Porwany”               | 26 stycznia 2010     | 12 maja 2010     | David Barrett       | Gil Grant Matt Pyken           |
| Rutynowe ćwiczenia przerywa ekipie sygnał „agent potrzebuje wsparcia”. Rozpoczynają się poszukiwania zaginionego agenta. Należący do niego samochód był ostrzelany. Wkrótce okazuje się, że zasadzka była przygotowana ze sporym wyprzedzeniem, lecz porwany podejrzewał, że jest śledzony. W sprawę zamieszani są Kolumbijczycy. Podczas wymiany zakładników akcja przybiera nieoczekiwany zwrot. |                      |                         |                      |                  |                     |                                |
| 14 | „LD50”               | „LD50”                  | 2 lutego 2010        | 19 maja 2010     | Jonathan Frakes     | Speed Weed R. Scott Gemmill    |
| Podczas ataku na laboratorium wytwarzające narkotyki na miejscu zbrodni zostają znalezione ciała Marines. Wkrótce okazuje się, że w rzeczywistości nie byli żołnierzami, choć mieli autentyczne mundury i dokumenty. Śledztwo musi ustalić, czy stanowią zagrożenie dla bezpieczeństwa. Pojawiają się dowody łączące ofiary z Esther Balmore, która odpowiada za ściśle tajny projekt rządowy dotyczący przekształcenia jadu kiełbasianego w skuteczną broń. Wychodzi na jaw, że chemiczka zdołała przygotować dość trucizny, by zabić kilka milionów ludzi, zaś toksyna ma zostać sprzedana na aukcji. |                      |                         |                      |                  |                     |                                |
| 15 | „The Bank Job”       | „Napad na bank”         | 9 lutego 2010        | 26 maja 2010     | Terrence O’Hara     | Dave Kalstein                  |
| Agentka Kensi Blye zostaje postrzelona podczas napadu na bank. Klienci stają się zakładnikami. Ekipa prowadzi śledztwo w sprawie pieniędzy skradzionych w Bagdadzie przez organizację terrorystyczną. Jedyny ślad prowadzi do sierżanta Chada Jeffcoata, który wiedział o przesyłce. |                      |                         |                      |                  |                     |                                |
| 16 | „Chinatown”          | „Chinatown”             | 2 marca 2010         | 2 czerwca 2010   | Alan J. Levi        | Lindsay Sturman                |
| Pod mostem zostaje znalezione ciało komandora podporucznika marynarki wojennej Calvina Lee. Początkowa teza mówiąca o samobójstwie musi zostać zrewidowana, gdy na jaw wychodzą kolejne zdarzenia: sekretny kochanek z poderżniętym gardłem, narzeczona mająca związki z chińską mafią i ojciec, który dowiaduje się o córce, której nie znał. |                      |                         |                      |                  |                     |                                |
| 17 | „Full Throttle”      | „Gaz do dechy”          | 9 marca 2010         | 9 czerwca 2010   | David Barrett       | Joseph C. Wilson               |
| Po śmierci marynarza w nielegalnym wyścigu ulicznym zespół NCIS odkrywa, że do samochodu ofiary ktoś świadomie wprowadził usterki a zamontowane w nim urządzenia to tajne prototypy sprzętu będącego własnością Marynarki Wojennej Stanów Zjednoczonych. Agent Callen jest zmuszony wziąć udział w kursach doszkalających dla kierowców. |                      |                         |                      |                  |                     |                                |
| 18 | „Blood Brothers”     | „Braterstwo krwi”       | 16 marca 2010        | 16 czerwca 2010  | Karen Gaviola       | Tim Clemente                   |
| Zespół śledczych z NCIS bada sprawę ulicznej strzelaniny, a jedyną osobą, która może dostarczyć im odpowiedzi jest młodszy brat ofiary, potencjalna ofiara kolejnego ataku. Agenci badają powiązania pomiędzy lokalnymi gangami a członkami marynarki wojennej. |                      |                         |                      |                  |                     |                                |
| 19 | „Hand-to-Hand”       | „Ramię w ramię”         | 6 kwietnia 2010      | 23 czerwca 2010  | Paris Barclay       | Matt Pyken                     |
| Zespół NCIS prowadzi dochodzenie w sprawie zamordowanego żołnierza piechoty morskiej. Agent Sam Hannah otrzymuje zadanie przeniknięcia do szeregów zawodników MMA i zostaje zmuszony do wzięcia udziału w pojedynku w klatce. |                      |                         |                      |                  |                     |                                |
| 20 | „Fame”               | „Sława”                 | 27 kwietnia 2010     | 30 czerwca 2010  | Dennis Smith        | Speed Weed                     |
| NCIS prowadzi dochodzenie w sprawie zabójstwa oficera marynarki wojennej. Do współpracy zostaje przydzielony oficer łącznikowy z LAPD Deeks, który okazuje się niezbyt pomocny ze względu na brak sympatii wśród innych pracowników departamentu policji w Los Angeles. W toku śledztwa agenci poznają Aubrey Darvę, córkę bogatego inwestora, która wprowadza ich w świat hollywoodzkich elit. |                      |                         |                      |                  |                     |                                |
| 21 | „Found”              | „Odnaleziony”           | 4 maja 2010          | 7 lipca 2010     | James Whitmore, Jr. | R. Scott Gemmil                |
| Zespół trafia na trop, który może doprowadzić do końca śledztwo w sprawie porwania Dona. |                      |                         |                      |                  |                     |                                |
| 22 | „Hunted”             | „Ścigany”               | 11 maja 2010         | 14 lipca 2010    | Steven DePaul       | Corey Miller                   |
| Z transportu więźniów organizowanego przez armię ucieka terrorysta. Zespół NCIS zostaje wyznaczony do pomocy w poszukiwaniu zbiega. |                      |                         |                      |                  |                     |                                |
| 23 | „Burned”             | „Spalony”               | 18 maja 2010         | 21 lipca 2010    | Steve Boyum         | Dave Kalstein                  |
| 24 | „Callen, G”          | „Callen, G”             | 25 maja 2010         | 28 lipca 2010    | Tony Wharmby        | Shane Brennan                  |

## Seria 2: 2010–2011
| 1 | „Human Traffic”    | „Handel żywym towarem” | 21 września 2010     | 8 lutego 2011    | James Whitmore, Jr. | Shane Brennan                   |
| Tajny współpracownik NCIS, detektyw Deeks, znika w tajemniczych okolicznościach. Zespół agentów rozpoczyna poszukiwania. Policji nie podoba się, że ekipa Callena i Hanny ingeruje w śledztwo. |                    |                        |                      |                  |                     |                                 |
| 2 | „Black Widow”      | „Czarna wdowa”         | 21 września 2010     | 15 lutego 2011   | Kate Woods          | Dave Kalstein                   |
| Agenci NCIS zajmują się śledztwem w sprawie zabójstwa jednego z ich kolegów. Próbują dowiedzieć się, kto za tym stoi. |                    |                        |                      |                  |                     |                                 |
| 3 | „Borderline”       | „Granica”              | 28 września 2010     | 22 lutego 2011   | Terrence O’Hara     | R. Scott Gemmill                |
| Nate wraca z bardzo ważnej tajnej misji. Tymczasem Kensi i Deeks na pustyni szukają żołnierzy, którzy mogli ocaleć, gdy ich samochód wpadł niespodziewanie w zastawioną na nich pułapkę. |                    |                        |                      |                  |                     |                                 |
| 4 | „Special Delivery” | „Przesyłka specjalna”  | 5 października 2010  | 1 marca 2011     | Tony Wharmby        | Gil Grant                       |
| Na parkingu przy Rodeo Drive w Beverly Hills zostały znalezione niekompletne zwłoki mężczyzny. Zamordowany był żołnierzem piechoty morskiej. Callen i jego współpracownicy rozpoczynają śledztwo. |                    |                        |                      |                  |                     |                                 |
| 5 | „Little Angels”    | „Małe aniołki”         | 12 października 2010 | 8 marca 2011     | Steven DePaul       | Frank Military                  |
| Agenci próbują uratować córkę komandora marynarki wojennej, której życie jest w niebezpieczeństwie. W ręce Sama Hanny i jego ekipy trafia film, na którym widać dziewczynę grzebaną żywcem. |                    |                        |                      |                  |                     |                                 |
| 6 | „Standoff”         | „Impas”                | 19 października 2010 | 15 marca 2011    | Dennis Smith        | Joseph C. Wilson                |
| Callen prowadzi negocjacje ze swoim byłym partnerem, Tracy Kellerem, po tym, jak w centrum poborowym marynarki wojennej zostają wzięci zakładnicy. Głównym celem agentów staje się dojście do informacji na temat skradzionych rakiet typu Spike. |                    |                        |                      |                  |                     |                                 |
| 7 | „Anonymous”        | „Anonimowi”            | 26 października 2010 | 22 marca 2011    | Norberto Barba      | Christina M. Kim                |
| W wyniku działań grupy terrorystycznej zostaje zamordowany pracownik departamentu stanu i chirurg plastyczny. Drużyna NCIS rozpoczyna gorączkowe poszukiwania jedynego świadka, który jest w stanie zidentyfikować oprawców. |                    |                        |                      |                  |                     |                                 |
| 8 | „Bounty”           | „Nagroda”              | 9 listopada 2010     | 29 marca 2011    | Felix Alcala        | Dave Kalstein                   |
| Agenci NCIS odnajdują ciało byłego sierżanta, odpowiedzialnego za dochodzenia w sprawach o najwyższym priorytecie, i wyruszają na poszukiwania liderów grupy terrorystycznej, stojącej za morderstwem. Deeks nawiązuje kontakt z osobą, której bardzo zależy na znalezieniu sprawców. |                    |                        |                      |                  |                     |                                 |
| 9 | „Absolution”       | „Rozgrzeszenie”        | 16 listopada 2010    | 5 kwietnia 2011  | Steven DePaul       | R. Scott Gemmill                |
| Zamordowany zostaje handlarz bronią, Kurt Renner, a Hetty wysyła zespół NCIS w poszukiwaniu czarnego notesu należącego do ofiary, w którym znajdują się rzekomo ściśle tajne informacje. Jeśli wpadnie on w ręce zabójców, mogą zginąć kolejne osoby. Okazuje się, że Renner otrzymał go od dawnego znajomego Hetty z czasów szpiegowskich, Branstona Cole’a.                                                           |                    |                        |                      |                  |                     |                                 |
| 10 | „Deliverance”      | „Oswobodzenie”         | 23 listopada 2010    | 12 kwietnia 2011 | Tony Wharmby        | Frank Military Shane Brennan    |
| Po zabójstwie Cole’a Hetty jest zdeterminowana, by odnaleźć sprawców i czarny notes, który zniszczył wiele istnień. Nagranie z kamer w domu opieki, w którym przebywał Cole, zostały zniszczone przez zabójców, jednak jedna z pielęgniarek pomaga zespołowi uzyskać niewyraźny obraz dwóch mężczyzn. Callenowi udaje się usłyszeć, że rozmawiali między sobą po rosyjsku.                                              |                    |                        |                      |                  |                     |                                 |
| 11 | „Disorder”         | „Zaburzenie”           | 14 grudnia 2010      | 19 kwietnia 2011 | Jonathan Frakes     | David Kalstien Gill Grant       |
| Nadeszły święta, jednak agenci NCIS mają pełne ręce roboty. W spokojnej dzielnicy ma miejsce strzelanina, w której giną dwie osoby. Przeżył jedynie były agent NCIS, Brett Talbot, który cierpi na zespół stresu pourazowego. Zespół musi dowiedzieć się, kto zabił dwóch mężczyzn w jego domu oraz czy incydent miał coś wspólnego z pracą wywiadowczą Talbota w Afganistanie. Kensi udaje się porozumieć z mężczyzną. |                    |                        |                      |                  |                     |                                 |
| 12 | „Overwatch”        | „Nadzór”               | 11 stycznia 2011     | 26 kwietnia 2011 | Karen Gaviola       | Lindsay Sturman                 |
| Z kostnicy ginie ciało Araba, Yusefa Afzala, który został zamordowany we własnym domu. Koroner odkrył przedtem w jego zwłokach pozostałość po eksperymentalnym systemie namierzania, należącym do marynarki i wezwał zespół NCIS. Eric odkrywa, że system ów miał służyć do oznaczania i śledzenia terrorystów. Został wszczepiony trzem mężczyznom, muzułmanom podejrzanym o terroryzm.                                |                    |                        |                      |                  |                     |                                 |
| 13 | „Archangel”        | „Archanioł”            | 18 stycznia 2011     | 3 maja 2011      | Tony Wharmby        | R. Scott Gemmill Shane Brennan  |
| Zespół NCIS postanawia znaleźć osobę odpowiedzialną za kradzież tajnych dokumentów z Pentagonu zanim kod szyfrujący zostanie złamany. |                    |                        |                      |                  |                     |                                 |
| 14 | „Lockup”           | „Osadzeni”             | 1 lutego 2011        | 10 maja 2011     | Jan Eliasberg       | Christina M. Kim Frank Military |
| Zespół NCIS ma namierzyć grupę terrorystyczną, która stoi za atakami bombowymi mającymi miejsce w różnych rejonach świata. Aby tego dokonać Sam musi wejść w szeregi terrorystów, udając więźnia. |                    |                        |                      |                  |                     |                                 |
| 15 | „Tin Soldiers”     | „Żołnierzyki”          | 8 lutego 2011        | 17 maja 2011     | Terrence O’Hara     | R. Scott Gemmill                |
| Callen odkrywa sfałszowane operacje komputerowe, starając się złapać na gorącym uczynku intruza, który włamał się do jego domu. Były agent KGB pomaga zespołowi znaleźć trop ostatniej dostawy, mającej związek z operacjami. |                    |                        |                      |                  |                     |                                 |
| 16 | „Empty Quiver”     | „Pusty Kołczan”        | 15 lutego 2011       | 24 maja 2011     | James Whitmore      | Dave Kalstein                   |
| Podejrzewając potajemne interesy, w których udział biorą skorumpowani policjanci i personel wojskowy, Callen i Sam starają się ujawnić nielegalne operacje, udając funkcjonariuszy kalifornijskiego patrolu policji. |                    |                        |                      |                  |                     |                                 |
| 17 | „Personal”         | „Sprawa osobista”      | 22 lutego 2011       | 31 maja 2011     | Kate Woods          | Joseph C. Wilson                |
| Gdy Deeks zostaje postrzelony w osiedlowym sklepie, zespół NCIS rozpoczyna śledztwo, które ma wykazać, czy napad miał tylko podłoże rabunkowe, czy może ktoś chciał skrzywdzić jednego z członków ekipy. |                    |                        |                      |                  |                     |                                 |
| 18 | „Harm’s Way”       | „Niebezpieczeństwo”    | 1 marca 2011         | 7 czerwca 2011   | Tony Wharmby        | Shane Brennan                   |
| Zespołowi zostaje przydzielone zadanie uratowania syna księcia oraz pochwycenie przywódcy terrorystów. W Jemenie Nate dołącza do zespołu, aby pomóc wypełnić misję. |                    |                        |                      |                  |                     |                                 |
| 19 | „Enemy Within”     | „Wróg wewnętrzny”      | 22 marca 2011        | 14 czerwca 2011  | Steven DePaul       | Lindsay Sturman                 |
| Agenci muszą ustalić, czy ktoś czyha na życie wenezuelskiego polityka. Wszystko zależy od dowódcy wywiadu wojskowego. Mężczyzna zaginął. |                    |                        |                      |                  |                     |                                 |
| 20 | „The Job”          | „Robota”               | 29 marca 2011        | 21 czerwca 2011  | Terrence O’Hara     | Frank Military Christina M. Kim |
| Kiedy baza marynarki staje się celem ataku, zespół musi ustalić, o co chodziło napastnikom. Aby misja się powiodła, Kensi musi przeniknąć w ich szeregi. |                    |                        |                      |                  |                     |                                 |
| 21 | „Rocket Man”       | „Rakietowy człowiek”   | 12 kwietnia 2011     | 28 czerwca 2011  | Dennis Smith        | Roger Director                  |
| Gdy jeden z ekspertów ginie w komorze testowej, Eric chce się upewnić, że tajna technologia rakietowa jest bezpieczna. |                    |                        |                      |                  |                     |                                 |
| 22 | „Plan B”           | „Plan B”               | 3 maja 2011          | 5 lipca 2011     | James Whitmore, Jr. | Dave Kalstein Joseph C. Wilson  |
| Deeks jest zmuszony ukrywać się pod swoim wcześniejszym przydomkiem, aby uzyskać odpowiedzi na pytania dotyczące jego zaginionego informatora. Sytuacja szybko zaczyna się komplikować, gdy w grę wchodzą stare zaszłości, a Deeks musi kłamać na temat swojej prawdziwej tożsamości. |                    |                        |                      |                  |                     |                                 |
| 23 | „Imposters”        | „Oszuści”              | 10 maja 2011         | 12 lipca 2011    | John P. Kousakis    | R. Scott Gemmill                |
| Światło dzienne ujrzała informacja o kradzieży zbiornika do radioterapii, a pewna osoba, podająca się za członka SEAL, zostaje podpalona. Skradziony pojemnik zawierał materiały radioaktywne, które można wykorzystać do produkcji ładunków wybuchowych. |                    |                        |                      |                  |                     |                                 |
| 24 | „Familia”          | „Rodzina”              | 17 maja 2011         | 19 lipca 2011    | James Whitmore, Jr. | Shane Brennan                   |
| Callen i reszta zespołu NCIS nie mogą się pogodzić z rezygnacją Hetty. Rozpoczynają śledztwo, aby odkryć, czemu zniknęła. Próbują ją odnaleźć. W tym celu udają się w podróż przez Czechy do Rumunii. |                    |                        |                      |                  |                     |                                 |

## Seria 3: 2011–2012
| 1 | „Lange, H.”                | „Lange, Henrietta”           | 20 września 2011     | 22 lutego 2012   | Tony Wharmby        | Shane Brennan                                 |
| Podczas poszukiwania Hetty w Rumunii Callen odkrywa odpowiedzi na pytania dotyczące jego przeszłości. |                            |                              |                      |                  |                     |                                               |
| 2 | „Cyber Threat”             | „Cyber zagrożenie”           | 27 września 2011     | 29 lutego 2012   | Dennis Smith        | R. Scott Gemmill                              |
| Po ataku hakerów na Departament Obrony zespoły NCIS i NSA łączą siły, by odnaleźć przestępcę. Callen wciąż szuka informacji na temat swojej przeszłości. |                            |                              |                      |                  |                     |                                               |
| 3 | „Backstopped”              | „Nowe przykrycie”            | 4 października 2011  | 7 marca 2012     | Terrence O’Hara     | Dave Kalstein Shane Brennan                   |
| Po eksplozji samochodu zespół przemierza miasto, aby znaleźć pozostałe ładunki, nim zostaną zdetonowane. Pomimo protestów Hunter zmienia układ partnerów. |                            |                              |                      |                  |                     |                                               |
| 4 | „Deadline”                 | „Termin ostateczny”          | 11 października 2011 | 14 marca 2012    | Kate Woods          | Gil Grant                                     |
| Po zabójstwie dziennikarza zespół NCIS zostaje wplątany w konflikt w Libii. Hetty przekazuje Callenowi informacje dotyczące jego przeszłości, co może wpłynąć na ich relacje. |                            |                              |                      |                  |                     |                                               |
| 5 | „Sacrifice”                | „Poświęcenie”                | 18 października 2011 | 21 marca 2012    | John P. Kousakis    | Joseph C. Wilson                              |
| Terrorysta ma kontakty z lokalnym kartelem narkotykowym, co wymusza współpracę NCIS i LAPD. |                            |                              |                      |                  |                     |                                               |
| 6 | „Lone Wolf”                | „Samotny Wilk”               | 25 października 2011 | 28 marca 2012    | James Whitmore, Jr. | Christina M. Kim                              |
| Były oficer marynarki wojennej zostaje zamordowany. Hetty kontaktuje się z byłym współpracownikiem, ponieważ zespół NCIS odkrywa zagrożenia dla bezpieczeństwa narodowego. |                            |                              |                      |                  |                     |                                               |
| 7 | „Honor”                    | „Honor”                      | 1 listopada 2011     | 4 kwietnia 2012  | Tony Wharmby        | Jordana Lewis Jaffe R. Scott Gemmill          |
| Zespół NCIS musi ustalić, czy zwolniony dyscyplinarnie ze służby żołnierz piechoty morskiej popełnił morderstwo, czy padł ofiarą spisku mającego na celu ukrycie poważniejszych przestępstw. |                            |                              |                      |                  |                     |                                               |
| 8 | „Greed”                    | „Chciwość”                   | 8 listopada 2011     | 11 kwietnia 2012 | Jan Eliasberg       | Frank Military                                |
| Dokument tożsamości żołnierza marynarki wojennej zostaje znaleziony przy ciele osoby powiązanej ze sprawą przemytu niebezpiecznych materiałów. NCIS otrzymuje pozwolenie na przeprowadzenie śledztwa w Meksyku, gdzie ma pomóc w zlokalizowaniu zaginionych substancji.                                                          |                            |                              |                      |                  |                     |                                               |
| 9 | „Betrayal”                 | „Zdrada”                     | 15 listopada 2011    | 18 kwietnia 2012 | Karen Gaviola       | Frank Military                                |
| Wspólna operacja CIA i NCIS w Sudanie przybiera zły obrót. Sam, który był na tajnej misji, zaginął. Callen i reszta zespołu muszą go odnaleźć. |                            |                              |                      |                  |                     |                                               |
| 10 | „The Debt”                 | „Dług”                       | 22 listopada 2011    | 25 kwietnia 2012 | Steven DePaul       | Dave Kalstein                                 |
| Hetty jest zmuszona zwolnić Deeksa i wysłać go do wydziału policji Los Angeles. Tymczasem za sprawą pożegnania z Deeksem Kensi odkrywa, że coś czuje do byłego partnera. |                            |                              |                      |                  |                     |                                               |
| 11 | „Higher Power”             | „Siła Wyższa”                | 13 grudnia 2011      | 2 maja 2012      | Kevin Bray          | Joe Sachs                                     |
| Ekipa Callena poszukuje urządzenia skradzionego z ośrodka badań naukowych. Jeśli aparatura zostanie nieprawidłowo użyta, może doprowadzić do śmierci milionów obywateli w rejonie Kalifornii. Dodatkowo Sam szuka prezentu dla córki a Eric poznaje rodzinę Nell.                                                                |                            |                              |                      |                  |                     |                                               |
| 12 | „The Watchers”             | „Obserwatorzy”               | 3 stycznia 2012      | 9 maja 2012      | Tony Wharmby        | R. Scott Gemmill                              |
| Zostaje znalezione ciało pracownika naukowego departamentu obrony. Nell musi wykazać się inteligencją, gdy zajmuje jego stanowisko. Umiejętności Hetty jako dowodzącej agentami NCIS zostają zakwestionowane przez nowego zastępcę dyrektora NCIS, Owena Grangera.                                                               |                            |                              |                      |                  |                     |                                               |
| 13 | „Exit Strategy”            | „Strategia wyjścia”          | 10 stycznia 2012     | 16 maja 2012     | Dennis Smith        | Gregory Weidman                               |
| Samochód wiozący Jadę Khaled, która ma złożyć zeznania, staje się celem zamachowców. Ekipa Callena musi schwytać sprawców, aby ocalić kobietę. Wkrótce znikają Elmslie i jego rodzina. Tymczasem, Sam jest zmuszony do konfrontacji z Jadą po raz pierwszy od wylotu z Sudanu.                                                   |                            |                              |                      |                  |                     |                                               |
| 14 | „Partners”                 | „Partnerzy”                  | 7 lutego 2012        | 23 maja 2012     | Eric Laneuville     | Gil Grant Dave Kalstein                       |
| Ekipa poszukuje samochodu dostawczego, którym przewożono przesyłkę z departamentu stanu. Agenci podejrzewają, że sprawa ma związek z przemytem efedryny. Callen i Sam podejmują tajną akcję. |                            |                              |                      |                  |                     |                                               |
| 15 | „Crimeleon”                | Kameleon                     | 14 lutego 2012       | 30 maja 2012     | Terrence O’Hara     | Frank Military                                |
| Ekipa bada zagadkę zabójstwa dwóch biznesmenów. Podwładni Hetty odkrywają, że głównym podejrzanym jest morderca ‘Kameleon’, powiązany z międzynarodowym gangiem. Sprawa się komplikuje. |                            |                              |                      |                  |                     |                                               |
| 16 | „Blye, K.”                 | „Agentka Kensi Blye część 1" | 21 lutego 2012       | 6 czerwca 2012   | Jonathan Frakes     | Joseph C. Wilson                              |
| Zespół Hetty bada sprawę wypadków samochodowych. Giną w nich żołnierze, którzy służyli w tej samej jednostce, co tragicznie zmarły ojciec agentki Blye. Ostatnią ofiarą jest Chris Blake. |                            |                              |                      |                  |                     |                                               |
| 17 | „Blye, K., Part 2"         | „Kensi Blye część 2"         | 28 lutego 2012       | 13 czerwca 2012  | Terrence O’Hara     | Dave Kalstein                                 |
| Ekipa Callena próbuje oczyścić Kensi z ciążących na niej zarzutów. Granger nadal jest przekonany, że ma ona coś wspólnego z serią morderstw żołnierzy, dawnych partnerów jej zmarłego ojca. |                            |                              |                      |                  |                     |                                               |
| 18 | „The Dragon and the Fairy” | „Smok i Wróżka”              | 20 marca 2012        | 20 czerwca 2012  | Tony Wharmby        | Joe Sachs                                     |
| Przy wietnamskiej ambasadzie zostaje postrzelony Azjata. Tymczasem zbliża się konferencja, w której ma wziąć udział sekretarz marynarki wojennej. Śledczy muszą zapewnić bezpieczeństwo uczestnikom sesji. |                            |                              |                      |                  |                     |                                               |
| 19 | „Vengeance”                | „Zemsta”                     | 27 marca 2012        | 27 czerwca 2012  | James Whitmore, Jr. | Frank Military                                |
| Ekipa Callena bada sprawę morderstwa Douga Fostera, funkcjonariusza SEALs. Śledztwo wykazuje, że nóż, będący narzędziem zbrodni, jest stosowany przez żołnierzy tej organizacji bojowej. |                            |                              |                      |                  |                     |                                               |
| 20 | „Patriot Acts”             | „Czas Patriotów”             | 10 kwietnia 2012     | 4 lipca 2012     | Dennis Smith        | Jordana Lewis Jaffe                           |
| Nate Getz wywiera naciski na zespół, aby ponownie zbadać zarzuty pod adresem weterana wojennego. Oskarżono go o planowanie zamachu. Agenci odkrywają zaskakujące fakty na temat jego znajomej. |                            |                              |                      |                  |                     |                                               |
| 21 | „Touch of Death”           | „Dotyk śmierci”              | 1 maja 2012          | 11 lipca 2012    | Tony Wharmby        | Michele Fazekas Tara Butters R. Scott Gemmill |
| Callen, Sam, Danny i Chin Ho ścigają Jarroda podejrzanego o posiadanie próbek śmiercionośnego wirusa. Przestępca zostaje ujęty i trafia do aresztu. Zeznaje, że działał na zlecenie lekarki. Jest to dokończenie 21 odcinka 2 sezonu serialu Hawaii Five-0.                                                                      |                            |                              |                      |                  |                     |                                               |
| 22 | „Neighborhood Watch”       | „Straż sąsiedzka”            | 8 maja 2012          | 18 lipca 2012    | Robert Florio       | Christina M. Kim                              |
| Kensi i Deeks muszą zdemaskować rosyjskiego agenta, który zakończył swoją tajną działalność. Dla dobra akcji postanawiają udawać małżeństwo. |                            |                              |                      |                  |                     |                                               |
| 23 | „Sans Voir (Part I)”       | „Na ślepo”                   | 15 maja 2012         | 25 lipca 2012    | Terrance O’Hara     | Shane Brennan                                 |
| Sam i Callen badają sprawę śmierci dwóch mężczyzn powiązanych z handlem bronią. Wiedzą, że w tym środowisku działa pod przykrywką agent Renko. Ewentualne śledztwo mogłoby go zdemaskować. Powraca Kameleon i zabija agentkę Lauren Hunter.                                                                                      |                            |                              |                      |                  |                     |                                               |
| 24 | „Sans Voir (Part II)”      | „Na ślepo”                   | 15 maja 2012         | 1 sierpnia 2012  | Terrance O’Hara     | Shane Brennan                                 |
| Callen ma nadzieję, że bezwzględny Kameleon stanie przed sądem. Tymczasem on przekazuje ekipie Hetty informacje o agencie Atleyu, który ma wiedzę na temat irańskiego programu nuklearnego. Na koniec sprawy Callen nie chcąc aby Kameleon mógł wolno odejść zabija go przy kamerach telewizyjnych, po czym zostaje aresztowany. |                            |                              |                      |                  |                     |                                               |

## Seria 4: 2012–2013
| 1 | „Endgame”           | „Koniec Gry”            | 25 września 2012     | 5 marca 2013     | Terrence O’Hara     | Shane Brennan                |
| Po zastrzeleniu Kameleona przez Callena w ekipie NCIS: LA nie dzieje się najlepiej. Callen został zawieszony, a Hetty próbuje przyzwyczaić się do życia na emeryturze. Ostatecznie okazuje się, że śmierć Kameleona została starannie zaaranżowana.                                                                         |                     |                         |                      |                  |                     |                              |
| 2 | „The Recruit”       | „Rekrut”                | 2 października 2012  | 12 marca 2013    | James Whitmore, Jr. | R. Scott Gemmill             |
| Zdalnie sterowany samolot uderza w fabrykę materiałów wybuchowych w Afganistanie. Zostaje odkryte ciało marines, który niedawno przeszedł na emeryturę. Zespół NCIS: LA musi dowiedzieć się, dlaczego żołnierz wrócił do Afganistanu oraz czy zdradził kraj, w imię którego walczył.                                        |                     |                         |                      |                  |                     |                              |
| 3 | „The Fifth Man”     | „Piąty człowiek”        | 9 października 2012  | 19 marca 2013    | John P. Kousakis    | Dave Kalstein                |
| Agenci prowadzą śledztwo w sprawie wybuchu bomby w restauracji, w którym zginęło czterech testerów systemu ostrzegania przed atakami terrorystycznymi. Ekipa musi odnaleźć i ocalić piątego mężczyznę. |                     |                         |                      |                  |                     |                              |
| 4 | „Dead Body Politic” | „Zabójcza kampania”     | 23 października 2012 | 26 marca 2013    | Tony Wharmby        | Jordana Lewis Jaffe          |
| Zespół prowadzi śledztwo w sprawie tragicznej śmierci asystenta kandydata na senatora, który zginął podczas przechodzenia przez ulicę. Jego śmierć staje się sprawą wagi publicznej. Agenci muszą ustalić, czy był to wypadek, czy element gry politycznej, która może zagrozić wielu osobom.                               |                     |                         |                      |                  |                     |                              |
| 5 | „Out of the Past”   | „Głos z przeszłości”    | 30 października 2012 | 2 kwietnia 2013  | Dennis Smith        | Frank Military               |
| Agent specjalny Sam Hanna ma na poczcie głosowej tajemnicze nagranie od byłego agenta CIA. Zgodnie z jego instrukcjami mężczyzna udaje się do magazynu, w którym znajduje zwłoki, białego pudla, mnóstwo porozrzucanych dokumentów oraz książki. Drużyna wszczyna śledztwo w sprawie, która przybiera niespodziewany obrót. |                     |                         |                      |                  |                     |                              |
| 6 | „Rude Awakenings”   | „Przykre niespodzianki” | 13 listopada 2012    | 9 kwietnia 2013  | Karen Gaviola       | Frank Military               |
| Agenci kontynuują śledztwo. Znajdują dowody na to, że w morderstwo mogą być zamieszani Rosjanie. Największy sekret Sama może wyjść na jaw. |                     |                         |                      |                  |                     |                              |
| 7 | „Skin Deep”         | „Tuż pod skórą”         | 20 listopada 2012    | 16 kwietnia 2013 | Paul A. Kaufman     | Gil Grant                    |
| W Internecie pojawia się nagranie wideo z miejsca zbrodni. Drużyna NCIS wszczyna śledztwo. Agenci podejrzewają, że surfer oraz naukowiec mogą mieć coś wspólnego z nagraniem. Żeby dowiedzieć się czegoś więcej, muszą ich znaleźć.                                                                                         |                     |                         |                      |                  |                     |                              |
| 8 | „Collateral”        | „Naczynia połączone”    | 27 listopada 2012    | 23 kwietnia 2013 | Kate Woods          | Cheo Hodari Coker            |
| Emerytowany agent CIA zostaje zamordowany. Drużyna prowadzi śledztwo w tej sprawie. Hetty zostaje wezwana na przesłuchanie. Agenci wypytują ją o związek z ofiarą. |                     |                         |                      |                  |                     |                              |
| 9 | „The Gold Standard” | „Gorączka złota”        | 11 grudnia 2012      | 30 kwietnia 2013 | Tony Wharmby        | Joseph C. Wilson             |
| Policjanci zajmują się sprawą napadu z bronią w ręku, podczas którego doszło do kradzieży ogromnej ilości złota. Agenci podejrzewają, że przestępstwo zostało dokonane przez terrorystów. Pod nieobecność Deeksa, który składa zeznania w sądzie, Kensi jest zmuszona pracować z Grangerem.                                 |                     |                         |                      |                  |                     |                              |
| 10 | „Free Ride”         | „Na gapę”               | 18 grudnia 2012      | 7 maja 2013      | Jonathan Frakes     | Tim Clemente R. Scott Gemmil |
| Nadchodzą wakacje i drużyna NCIS ma czas na odpoczynek. Okazuje się, że Callen, Sam, Kensi i Deeks muszą pojechać nad morze, by zbadać sprawę śmierci agenta NCIS. Hetty postanawia wybrać się na wycieczkę. Eric i Nel pracują nad tym, by przywrócić stary porządek w siedzibie głównej NCIS.                             |                     |                         |                      |                  |                     |                              |
| 11 | „Drive”             | „Drive”                 | 8 stycznia 2013      | 14 maja 2013     | Steven DePaul       | Joe Sachs                    |
| Zespół NCIS bada sprawę nielegalnego handlu samochodami. Okazuje się, że w przestępstwo zamieszana jest dawna znajoma Deeka. W ramach dochodzenia Kensi udaje zainteresowanie jednym z aut. |                     |                         |                      |                  |                     |                              |
| 12 | „Paper Soldiers”    | „Papierowi Żołnierze”   | 15 stycznia 2013     | 21 maja 2013     | Terrence O’Hara     | Jordana Lewis Jaffe          |
| Niespodziewana śmierć amerykańskiego żołnierza marynarki wojennej budzi podejrzenia agentów. Zastanawiają się, czy żona denata brała udział w zabójstwie. Sam i Callen robią wszystko, by poznać prawdę. Hetty prosi o pomoc psychologa operacyjnego Nate’a Getza.                                                          |                     |                         |                      |                  |                     |                              |
| 13 | „The Chosen One”    | „Wybraniec”             | 29 stycznia 2013     | 25 czerwca 2013  | Paul A. Kaufman     | Cheo Hodari Coker            |
| Callen działa pod przykrywką, rozpracowując czeczeńską grupę terrorystyczną. Szajka, która rekrutuje głównie cudzoziemców, planuje zamach na terenie Stanów Zjednoczonych. |                     |                         |                      |                  |                     |                              |
| 14 | „Kill House”        | „Zabójczy trening”      | 5 lutego 2013        | 2 lipca 2013     | Larry Teng          | Dave Kalstein                |
| Zespół agentów musi przeniknąć do środowiska handlarzy narkotyków. Władze niepokoi wzmożona działalność karteli. Agenci muszą przede wszystkim przyjrzeć się ich powiązaniom z siatkami terrorystycznymi. |                     |                         |                      |                  |                     |                              |
| 15 | „History”           | „Historia”              | 19 lutego 2013       | 9 lipca 2013     | James Whitmore, Jr. | Scott Sullivan               |
| Śledztwo w sprawie zamachów skupia się na jedynym ocalałym członku pewnej organizacji terrorystycznej. |                     |                         |                      |                  |                     |                              |
| 16 | „Lohkay”            | „Kodeks Honorowy”       | 26 lutego 2013       | 16 lipca 2013    | Diana C. Valentine  | Joseph C. Wilson             |
| Sam postanawia odwdzięczyć się starszemu Afgańczykowi, który przyszedł mu z pomocą, kiedy był ranny. Agent musi odnaleźć krewniaka swego wybawcy. |                     |                         |                      |                  |                     |                              |
| 17 | „Wanted”            | „Poszukiwany”           | 5 marca 2013         | 23 lipca 2013    | Chris O’Donnell     | R. Scott Gemmill             |
| Żona Sama o zostaje wezwana przez CIA w związku ze swoją dawną misją. Zachodzi podejrzenie, że sprawa może mieć związek z okrytym złą sławą Sidorovem i skradzionymi głowicami nuklearnymi. Sam obawia się o przyszłość swojej rodziny.                                                                                     |                     |                         |                      |                  |                     |                              |
| 18 | „Red”               | „Zespół Czerwony cz.1"  | 19 marca 2013        | 30 lipca 2013    | Tony Wharmby        | Shane Brennan                |
| Callen i Sam jadą do Idaho, gdzie użyto broni, która jest poszukiwana przez agentów NCIS z Los Angeles. Na miejscu dołączają do mobilnej komórki śledczej, która podróżuje po całych Stanach Zjednoczonych, rozwiązując sprawy kryminalne.                                                                                  |                     |                         |                      |                  |                     |                              |
| 19 | „Red-2”             | „Zespół Czerwony cz.2"  | 26 marca 2013        | 6 sierpnia 2013  | Tony Wharmby        | Shane Brennan                |
| Mobilna ekipa Red kontynuuje swoją współpracę z zespołem NCIS z Los Angeles. Muszą odnaleźć niebezpiecznego terrorystę, zanim przepadnie bez śladu. |                     |                         |                      |                  |                     |                              |
| 20 | „Purity”            | „Czystość Moralna”      | 9 kwietnia 2013      | 13 sierpnia 2013 | Eric Laneuville     | Joe Sachs                    |
| Agenci NCIS prowadzą śledztwo w sprawie otrucia cyjankiem porucznika marynarki wojennej i pilota. Muszą sprawdzić, czy był to zamach wymierzony w konkretne osoby, czy próba przed atakiem na większą skalę. |                     |                         |                      |                  |                     |                              |
| 21 | „Resurrection”      | „Zmartwychwstanie”      | 23 kwietnia 2013     | 20 sierpnia 2013 | Eric A. Pot         | Dave Kalstein Gil Grant      |
| Kensi i Deeks udają się do Meksyku w poszukiwaniu ciała zaginionego bossa kartelu narkotykowego. Pozostali członkowie NCIS szukają tymczasem źródła przecieku w ekipie do zadań specjalnych agencji zajmującej się zwalczaniem przemysłu narkotykowego.                                                                     |                     |                         |                      |                  |                     |                              |
| 22 | „Raven & The Swans” | „Kruk i Łabędzie”       | 30 kwietnia 2013     | 27 sierpnia 2013 | Robert Florio       | R. Scott Gemmill             |
| Zespół NCIS przygląda się sprawie zaginionej osoby. Odkrywają, że kobieta, której poszukują, jest tajną agentką. W przeszłości miała ona do czynienia z Hetty. |                     |                         |                      |                  |                     |                              |
| 23 | „Parley”            | „Pertraktacje”          | 7 maja 2013          | 3 września 2013  | John P. Kousakis    | Cheo Hodari Coker            |
| Deeks gromadzi dane na temat potężnego handlarza broni. Działając pod przykrywką, nawiązuje znajomość z kobietą, która stanowi jego główne źródło informacji. Kensi, która obserwuje Deeksa i jego informatorkę, doświadcza gwałtownych emocji.                                                                             |                     |                         |                      |                  |                     |                              |
| 24 | „Descent”           | „Upadek”                | 14 maja 2013         | 10 września 2013 | Terrence O’Hara     | Frank Military               |
| Wysiłki mające na celu odnalezienie broni nuklearnej ponownie nabierają tempa, gdy na pustyni dochodzi do eksplozji. Hetty wysyła Callena i Kensi w podróż za granicę. Z kolei Sam ma współpracować z Deeksem. |                     |                         |                      |                  |                     |                              |

## Seria 5: 2013–2014
W Polsce 5 sezon NCIS Los Angeles był emitowany od 4 lutego 2014 na kanale AXN
| 1 | „Ascension”           | „Wzejście”               | 24 września 2013     | 4 lutego 2014    | Terrence O’Hara    | Frank Military                         |
| Deeks i Sam starają się zapomnieć o torturach, które zafundował im Isaak Sidorov. Była to dla nich ogromna trauma. Tymczasem pozostali agenci Biura wciąż poszukują broni atomowej. |                       |                          |                      |                  |                    |                                        |
| 2 | „Impact”              | „Wstrząs”                | 1 października 2013  | 11 lutego 2014   | Jonathan Frakes    | Sara Servi R. Scott Gemmill            |
| Hetty chce pomóc Deeksowi i Samowi w przezwyciężeniu traumy wywołanej przez tortury, które zafundował im Isaak Sidorov. W tym celu nawiązuje kontakt z psychologiem operacyjnym Natem Getzem. W tym czasie pozostali agenci badają sprawę morderstwa. Ktoś zabił wiceadmirała i dziennikarza. Do zbrodni doszło na pokładzie prywatnego odrzutowca. |                       |                          |                      |                  |                    |                                        |
| 3 | „Omni”                | „Omni”                   | 8 października 2013  | 18 lutego 2014   | Larry Teng         | Kyle Harimoto                          |
| Zespół śledczych musi odnaleźć osobę odpowiedzialną za wyciek formuły ściśle tajnej szczepionki, którą opracowała firma zajmująca się biotechniką. Deeks wraca do pracy w terenie i musi zmierzyć się nie tylko ze sprawą, ale i z własnymi emocjami.                                                                                               |                       |                          |                      |                  |                    |                                        |
| 4 | „Reznikov, N.”        | „Reznikov, N.”           | 15 października 2013 | 25 lutego 2014   | Tony Wharmby       | Shane Brennan                          |
| 100 odcinek serialu. Podczas śledztwa w sprawie porwania mężczyzny, który podaje się za ojca Callena, ekipa agentów NCIS stawia czoła śmiertelnemu niebezpieczeństwu. |                       |                          |                      |                  |                    |                                        |
| 5 | „Unwritten Rule”      | „Niepisana zasada”       | 22 października 2013 | 4 marca 2014     | Larry Teng         | Joseph C. Wilson Jordana Lewis Jaffe   |
| Porwano dziewczynę byłego żołnierza marynarki wojennej. Przestępcy żądają okupu za jej uwolnienie. Wkrótce agenci odkrywają, że za tę sytuację odpowiedzialny jest wywiad. Do ekipy dołącza analityk Nell Jones. Deeks nieświadomie łamie jedną z niepisanych zasad, ustalonych przez Hettie.                                                       |                       |                          |                      |                  |                    |                                        |
| 6 | „Big Brother”         | „Wielki brat”            | 29 października 2013 | 11 marca 2014    | Steven DePaul      | Jordana Lewis Jaffe                    |
| Callen prowadzi tajne śledztwo w sprawie 15-letniego hakera z prestiżowego liceum, który steruje akcjami terrorystycznymi. |                       |                          |                      |                  |                    |                                        |
| 7 | „The Livelong Day”    | „Cały, Boży dzień”       | 5 listopada 2013     | 18 marca 2014    | Dennis Smith       | Joe Sachs                              |
| Zespół NCIS współpracuje z Departamentem Bezpieczeństwa Krajowego w sprawie śmierci strażnika z lokomotywowni. Wkrótce okazuje się, że szukają człowieka, który planuje atak terrorystyczny. |                       |                          |                      |                  |                    |                                        |
| 8 | „Fallout”             | „Odpad radioaktywny”     | 12 listopada 2013    | 25 marca 2014    | Diana C. Valentine | Joseph C. Wilson                       |
| Gdy zostaje skradzione urządzenie, które miało służyć do przeprowadzenia ataku terrorystycznego, zespół NCIS musi odnaleźć podejrzanego zanim Los Angeles padnie ofiarą zamachu. |                       |                          |                      |                  |                    |                                        |
| 9 | „Recovery”            | „Powrót do zdrowia”      | 19 listopada 2013    | 1 kwietnia 2014  | Paul A. Kaufman    | Gil Grant                              |
| Po śmierci oficera marynarki Kensi i Deeks idą do centrum rehabilitacji. Kensi udaje dietetyka, a Deeks pacjenta. Próbują rozwiązać sprawę zabójstwa. |                       |                          |                      |                  |                    |                                        |
| 10 | „The Frozen Lake”     | „Zamarznięte jezioro”    | 26 listopada 2013    | 8 kwietnia 2014  | John P. Kousakis   | Dave Kalstein                          |
| Callen i Sam chcą odzyskać zaginionego pendrive’a. W tym celu zatrudniają do pomocy Gurkhę, żołnierza z Nepalu, który specjalizuje się w walce na noże. |                       |                          |                      |                  |                    |                                        |
| 11 | „Iron Curtain Rising” | „Żelazna kurtyna w górę” | 10 grudnia 2013      | 15 kwietnia 2014 | Tony Wharmby       | Jordana Lewis Jaffe                    |
| Kiedy OSP odkrywają, że podejrzany o popełnienie zbrodni wojennych były przywódca komunistów z Rumunii mieszka w Los Angeles, robią wszystko, by schwytać zbrodniarza. |                       |                          |                      |                  |                    |                                        |
| 12 | „Merry Evasion”       | „Wesołego napadu”        | 17 grudnia 2013      | 22 kwietnia 2014 | Karen Gaviola      | Kyle Harimoto                          |
| Córka senatora pada ofiarą włamania do domu. Ekipa musi ustalić, czy było to przypadkowe przestępstwo. Kensi otrzymuje niespodziewany prezent na święta Bożego Narodzenia. |                       |                          |                      |                  |                    |                                        |
| 13 | „Allegiance”          | „Wierność”               | 14 stycznia 2014     | 29 kwietnia 2014 | Eric Laneuville    | Frank Military & Andrew Bartels        |
| W Afganistanie Kensi i Granger dołączają do reszty ekipy podczas śledztwa w sprawie morderstwa agenta federalnego powiązanego z hawalą, starożytnym systemem przenoszenia pieniędzy. |                       |                          |                      |                  |                    |                                        |
| 14 | „War Cries”           | „Okrzyki wojenne”        | 4 lutego 2014        | 6 maja 2014      | James Hanlon       | R. Scott Gemmill                       |
| Podejrzany w sprawie o morderstwo dwóch byłych dostawców sprzętu dla wojska naraża jednego z członków zespołu na poważne niebezpieczeństwo. Callen zostaje umówiony na randkę w ciemno. |                       |                          |                      |                  |                    |                                        |
| 15 | „Tuhon”               | „Tuhon”                  | 18 lutego 2014       | 13 maja 2014     | Christine Moore    | Dave Kalstein                          |
| Zabójca, którego Callen i Sam poznali w trakcie pierwszego dochodzenia, jest podejrzany o morderstwo. Gdy we dwoje udają się do Meksyku, Deeks i Nate pomagają w śledztwie w Los Angeles. |                       |                          |                      |                  |                    |                                        |
| 16 | „Fish Out of Water”   | „Jak ryba bez wody”      | 4 marca 2014         | 20 maja 2014     | Terrence O’Hara    | Joe Sachs                              |
| Agenci muszą ustalić, czy wybuch na targu rybnym miał związek z atakiem terrorystycznym, czy była to nieudana próba przemytu narkotyków. Granger i Kensi badają sprawę wypadku śmigłowca. |                       |                          |                      |                  |                    |                                        |
| 17 | „Between the Lines”   | „Między wierszami”       | 18 marca 2014        | 27 maja 2014     | Dennis Smith       | Joseph C. Wilson                       |
| Gdy gang nagrywa egzekucję agenta ATF, ekipa NCIS otrzymuje zadanie ustalenia, w jaki sposób doszło do ujawnienia jego tożsamości. Granger boi się o bezpieczeństwo przebywającej w Afganistanie Kensi. |                       |                          |                      |                  |                    |                                        |
| 18 | „Zero Days”           | „Zero Days”              | 25 marca 2014        | 3 czerwca 2014   | Tony Wharmby       | Andrew Bartels                         |
| Eric jest kluczowym świadkiem w sprawie ataku na eksperta od systemów komputerowych, którego celem było pozyskanie informacji pozwalających przekierować pocisk rakietowy. |                       |                          |                      |                  |                    |                                        |
| 19 | „Spoils of War”       | „Łupy wojenne”           | 1 kwietnia 2014      | 10 czerwca 2014  | Frank Military     | Frank Military                         |
| Gdy pojawiają się informacje o zniknięciu Kensi zespół udaje się na misję ratunkową do Afganistanu. Wszystko wskazuje na to, że kobieta może być przetrzymywana przez talibów. |                       |                          |                      |                  |                    |                                        |
| 20 | „Windfall”            | „Przypływ gotówki”       | 8 kwietnia 2014      | 17 czerwca 2014  | Eric Pot           | Gil Grant                              |
| Zespół prowadzi śledztwo w sprawie żołnierza marynarki, który defraudował pieniądze. Po powrocie z Afganistanu Kensi zostaje zmuszona, by zostać z Erikiem. Nell współpracuje z Deeksem. |                       |                          |                      |                  |                    |                                        |
| 21 | „Three Hearts”        | „Trzy serca”             | 15 kwietnia 2014     | 24 czerwca 2014  | Diana C. Valentine | Dave Kalstein & Kyle Harimoto          |
| Zespół zatrzymuje działającego pod przykrywką agenta NCIS, podejrzanego o współpracę z przemytnikiem, którego miał śledzić. |                       |                          |                      |                  |                    |                                        |
| 22 | „One More Chance”     | „Jeszcze jedna szansa”   | 29 kwietnia 2014     | 1 lipca 2014     | Tony Wharmby       | David J. North                         |
| 10-letnia Sam znika w trakcie pobytu w Arabii Saudyjskiej. Wszystko wskazuje na to, że jej zaginięcie jest bezpośrednio związane z kradzieżą oprogramowania komputerowego. |                       |                          |                      |                  |                    |                                        |
| 23 | „Exposure”            | „Nagłośnienie”           | 6 maja 2014          | 8 lipca 2014     | Robert Florio      | Joseph C. Wilson & Jordana Lewis Jaffe |
| Podczas wojskowej imprezy charytatywnej dochodzi do wybuchu, wskutek którego ginie żołnierz i cywil. Agenci podejrzewają, że był to zamach terrorystyczny. Dostają rozkaz, by odkryć, kto za nim stoi. |                       |                          |                      |                  |                    |                                        |
| 24 | „Deep Trouble”        | „Głębokie kłopoty”       | 13 maja 2014         | 15 lipca 2014    | Larry Teng         | R. Scott Gemmill                       |
| Zespół NCIS zostaje wezwany do zbadania okoliczności śmierci inżyniera, który pracował na łodzi podwodnej. W trakcie śledztwa okazuje się, że w zbrodnię jest uwikłana kolumbijska mafia, biali suprematyści oraz organizacja terrorystyczna. Hetty ponosi konsekwencje sprawy z Jackiem Simonem.                                                   |                       |                          |                      |                  |                    |                                        |

## Seria 6: 2014–2015
13 marca 2014 roku, stacja CBS zamówiła oficjalnie 6 sezon serialu Agenci NCIS: Los Angeles.
| Nr | Tytuł                | Polski tytuł      | Reżyseria           | Scenariusz                        | Premiera CBS         | Premiera AXN     |
| -- | -------------------- | ----------------- | ------------------- | --------------------------------- | -------------------- | ---------------- |
| 1  | Deep Trouble         |                   | Dennis Smith        | R. Scott Gemmill                  | 29 września 2014     | 3 marca 2015     |
| 2  | Inelegant Heart      | Ciężkie czasy     | John Peter Kousakis | R. Scott Gemmill                  | 6 października 2014  | 10 marca 2015    |
| 3  | Praesidium           |                   | Dennis Smith        | Erin Broadhurst, R. Scott Gemmill | 13 października 2014 | 17 marca 2015    |
| 4  | The 3rd Choir        | Triada trzech     | Diana C. Valentine  | Dana Scanlon, R. Scott Gemmill    | 20 października 2014 | 24 marca 2015    |
| 5  | True Colors          | Czarny budżet     | Dwight H. Little    | Elizabeth Beall                   | 27 października 2014 | 31 marca 2015    |
| 6  | SEAL Hunter          | Łowca Fok         | Chris O’Donnell     | Sara Servi, Frank Military        | 3 listopada 2014     | 7 kwietnia 2015  |
| 7  | Leipei               | Zamówienie        | David Rodriguez     | Kyle Harimoto                     | 10 listopada 2014    | 14 kwietnia 2015 |
| 8  | The Grey Man         | Szary człowiek    | James Hanlon        | Andrew Bartels                    | 17 listopada 2014    | 21 kwietnia 2015 |
| 9  | Traitor              | Zdrajca           | Eric A. Pot         | Michael Udesky, R. Scott Gemmill  | 24 listopada 2014    | 28 kwietnia 2015 |
| 10 | Reign Fall           | Upadek królestwa  | Christine Moore     | Joseph C. Wilson                  | 8 grudnia 2014       | 5 maja 2015      |
| 11 | Humbug               | Humbug            | Tony Wharmby        | Kyle Harimoto, Andrew Bartels     | 15 grudnia 2014      | 12 maja 2015     |
| 12 | Spiral               | Spirala           | Larry Teng          | David Kalstein                    | 5 stycznia 2015      | 19 maja 2015     |
| 13 | In The Line Of Duty  | Na posterunku     | Karen Gaviola       | Tim Clemente                      | 19 stycznia 2015     | 26 maja 2015     |
| 14 | Black Wind           | Czarny wiatr      | Dennis Smith        | Joe Sachs                         | 2 lutego 2015        | 2 czerwca 2015   |
| 15 | Forest For The Trees | Z drzewem do lasu | Diana C. Valentine  | Gil Grant                         | 9 lutego 2015        | 9 czerwca 2015   |
| 16 | Expiration Date      | Data ważności     | Terence Nightingall | Dave Kalstein                     | 23 lutego 2015       | 16 czerwca 2015  |
| 17 | Savoir Faire         |                   | Eric Laneuville     | Jordana Lewis Jaffe               | 9 marca 2015         | 16 czerwca 2015  |
| 18 | Fighting Shadows     | Walka z cieniami  | Tony Wharmby        | Andrew Bartels                    | 23 marca 2015        | 23 czerwca 2015  |
| 19 | Blaze of Glory       |                   | Terrence O’Hara     | Joe Sachs                         | 30 marca 2015        | 23 czerwca 2015  |
| 20 | Rage                 |                   | Frank Military      | Frank Military                    | 13 kwietnia 2015     | 30 czerwca 2015  |
| 21 | Beacon               |                   | Diana C. Valentine  | Jordana Lewis Jaffe               | 20 kwietnia 2015     | 30 czerwca 2015  |
| 22 | Field of Fire        |                   | Robert Florio       | Gil Grant                         | 4 maja 2015          | 7 lipca 2015     |
| 23 | Kolcheck, A          |                   | James Hanlon        | Joseph C. Wilson                  | 11 maja 2015         | 7 lipca 2015     |
| 24 | Chernoff, K.         |                   | John P. Kousakis    | Kyle Harimoto                     | 18 maja 2015         | 14 lipca 2015    |

## Seria 7: 2015–2016
11 maja 2015 roku, stacja CBS zamówiła oficjalnie 7 sezon serialu.
| Nr | Tytuł                | Polski tytuł | Reżyseria          | Scenariusz                      | Premiera CBS         | Premiera AXN     |
| -- | -------------------- | ------------ | ------------------ | ------------------------------- | -------------------- | ---------------- |
| 1  | Active Measures      |              | John P. Kousakis   | R. Scott Gemmill                | 21 września 2015     | 16 lutego 2016   |
| 2  | Citadel              |              | Eric Laneuville    | Dave Kalstein                   | 28 września 2015     | 23 lutego 2016   |
| 3  | Driving Miss Diaz    |              | James Hanlon       | Andrew Bartels                  | 5 października 2015  | 1 marca 2016     |
| 4  | Command & Control    |              | James Hanlon       | Andrew Bartels                  | 12 października 2015 | 8 marca 2016     |
| 5  | Blame it on Rio      |              | Dennis Smith       | R. Scott Gemmill                | 19 października 2015 | 15 marca 2016    |
| 6  | Unspoken             |              | Diana C. Valentine | Erin Broadhurst, Frank Military | 2 listopada 2015     | 22 marca 2016    |
| 7  | An Unlocked Mind     |              | Chris O’Donnell    | Frank Military                  | 9 listopada 2015     | 29 marca 2016    |
| 8  | The Long Goodbye     |              | John P. Kousakis   | Dave Kalstein                   | 16 listopada 2015    | 5 kwietnia 2016  |
| 9  | Defectors            |              | Dennis Smith       | Jordana Lewis Jaffe             | 23 listopada 2015    | 12 kwietnia 2016 |
| 10 | Internal Affairs     |              | Eric Pot           | Chad Mazero, R. Scott Gemmill   | 7 grudnia 2015       | 19 kwietnia 2016 |
| 11 | Cancel Christmas     |              | Joseph C. Wilson   | Paul A. Kaufman                 | 14 grudnia 2015      | 26 kwietnia 2016 |
| 12 | Core Values          |              | Karen Gaviola      | Joe Sachs                       | 4 stycznia 2016      | 3 maja 2016      |
| 13 | Angels & Daemons     |              | James Hanlon       | Andrew Bartels                  | 18 stycznia 2016     | 10 maja 2016     |
| 14 | Come Back            |              | Eric Laneuville    | Erin Broadhurst                 | 25 stycznia 2016     | 17 maja 2016     |
| 15 | Matryoshka Part 1    |              | Dennis Smith       | Kyle Harimoto, R. Scott Gemmill | 8 lutego 2016        | 24 maja 2016     |
| 16 | Matryoshka Part 2    |              | Terrence O’Hara    | Kyle Harimoto, R. Scott Gemmill | 22 lutego 2016       | 31 maja 2016     |
| 17 | Revenge Deferred     |              | Rick Tunell        | Frank Military, Chad Mazero     | 29 lutego 2016       | 7 czerwca 2016   |
| 18 | Exchange Rate        |              | Tawnia McKiernan   | Jordana Lewis Jaffe             | 14 marca 2016        | 14 czerwca 2016  |
| 19 | The Seventh Child    |              | Frank Military     | Frank Military                  | 21 marca 2016        | 21 czerwca 2016  |
| 20 | Seoul Man            |              | Diana C. Valentine | Joe Sachs                       | 28 marca 2016        | 28 czerwca 2016  |
| 21 | Head of the Snake    |              | Robert Florio      | Joseph C. Wilson                | 11 kwietnia 2016     | 5 lipca 2016     |
| 22 | Granger, O           |              | Dennis Smith       | Kyle Harimoto                   | 18 kwietnia 2016     | 12 lipca 2016    |
| 23 | Where There’s Smoke… |              | James Hanlon       | Andrew Bartels                  | 25 kwietnia 2016     | 19 lipca 2016    |
| 24 | Talion               | Oko za oko   | John P. Kousakis   | R. Scott. Gemmill               | 2 maja 2016          | 26 lipca 2016    |

## Seria 8 (2016–2017)
25 marca 2016 roku, stacja CBS zamówiła oficjalnie 8 sezon serialu.
| Nr | Tytuł                      | Polski tytuł                    | Reżyseria            | Scenariusz                          | Premiera CBS         | Premiera AXN     |
| -- | -------------------------- | ------------------------------- | -------------------- | ----------------------------------- | -------------------- | ---------------- |
| 1  | High-Value Target          | Ważny cel                       | Tawnia McKiernan     | R. Scott Gemmill                    | 25 września 2016     | 14 lutego 2017   |
| 2  | Belly of the Beast         | W brzuchu bestii                | Terrence O’Hara      | R. Scott Gemmill                    | 25 września 2016     | 21 lutego 2017   |
| 3  | The Queen’s Gambit         | Gambit hetmański                | Dennis Smith         | R. Scott Gemmill                    | 2 października 2016  | 28 lutego 2017   |
| 4  | Black Market               | Czarny rynek                    | James Hanlon         | Jordana Lewis Jaffee                | 16 października 2016 | 7 marca 2017     |
| 5  | Ghost Gun                  | Broń widmo                      | Benny Boom           | Kyle Harimoto                       | 23 października 2016 | 14 marca 2017    |
| 6  | Home Is Where the Heart Is | Tam dom twój, gdzie serce twoje | Eric Pot             | Joseph C. Wilson                    | 30 października 2016 | 21 marca 2017    |
| 7  | Crazy Train                | Wariatkowo                      | Diana C. Valentine   | Frank Military                      | 6 listopada 2016     | 28 marca 2017    |
| 8  | Parallel Resistors         | Opór równoległy                 | Eric Laneuville      | Joe Sachs                           | 13 listopada 2016    | 4 kwietnia 2017  |
| 9  | Glasnost                   | Głasnost                        | John P. Kousakis     | Andrew Bartels                      | 20 listopada 2016    | 11 kwietnia 2017 |
| 10 | Sirens                     | Syreny                          | Jonathan Frankes     | Erin Broadhurst                     | 27 listopada 2016    | 18 kwietnia 2017 |
| 11 | Tidings We Bring           | Dobra nowina, którą niesiemy    | James Hanlon         | Chad Mazero                         | 18 grudnia 2016      | 25 kwietnia 2017 |
| 12 | Kulinda                    | Kulinda                         | Tawnia McKiernan     | Kyle Harimoto                       | 8 stycznia 2017      | 2 maja 2017      |
| 13 | Hot Water                  | Wrzątek                         | Dennis Smith         | Anastasia Kousakis                  | 15 stycznia 2017     | 9 maja 2017      |
| 14 | Under Siege                | Oblężenie                       | Ruba Nadda           | R. Scott Gemmill                    | 29 stycznia 2017     | 16 maja 2017     |
| 15 | Payback                    | Zemsta                          | Terrence O’Hara      | Jordana Lewis Jaffe                 | 19 lutego 2017       | 23 maja 2017     |
| 16 | Old Tricks                 | Stare sztuczki                  | Terrence Nightingall | Andrew Bartels                      | 5 marca 2017         | 6 czerwca 2017   |
| 17 | Queen Pin                  | Królowa                         | Eric Laneuville      | Joseph C. Wilson                    | 12 marca 2017        | 13 czerwca 2017  |
| 18 | Getaway                    | Zacisze                         | Tony Wharmby         | Erin Broadhurst                     | 19 marca 2017        | 20 czerwca 2017  |
| 19 | 767                        | 767                             | Benny Boom           | Kyle Harimoto                       | 26 marca 2017        | 27 czerwca 2017  |
| 20 | From Havana with Love      | Pozdrowienia z Hawany           | Dennis Smith         | Joe Sachs                           | 9 kwietnia 2017      | 4 lipca 2017     |
| 21 | Battle Scars               | Rany Wojenne                    | James Whitmore, Jr.  | Jordana Lewis Jaffe, Andrew Bartels | 23 kwietnia 2017     | 11 lipca 2017    |
| 22 | Golden Days                | Złote Dni                       | Ruba Nadda           | Joseph C. Wilson, Lee A. Carlisle   | 30 kwietnia 2017     | 18 lipca 2017    |
| 23 | Uncaged                    | Uwolniony z Klatki              | Frank Military       | Frank Military                      | 7 maja 2017          | 25 lipca 2017    |
| 24 | Unleashed                  | Zerwany ze Smyczy               | John Peter Kousakis  | R. Scott Gemmill                    | 14 maja 2017         | 1 sierpnia 2017  |

## Seria 9 (2017–2018)
23 marca 2017 roku, stacja CBS zamówiła oficjalnie 9 sezon serialu.
| Nr | Tytuł                           | Polski tytuł | Reżyseria           | Scenariusz                       | Premiera CBS         | Premiera AXN     |
| -- | ------------------------------- | ------------ | ------------------- | -------------------------------- | -------------------- | ---------------- |
| 1  | Party Crashers                  |              | John Peter Kousakis | R. Scott Gemmill                 | 1 października 2017  | 1 lutego 2018    |
| 2  | Se Murio El Payaso              |              | Rick Tunell         | Kyle Harimoto                    | 8 października 2017  | 8 lutego 2018    |
| 3  | Assets                          |              | Tawnia McKiernan    | Kyle Harimoto                    | 15 października 2017 | 15 lutego 2018   |
| 4  | Plain Sight                     |              | Dennis Smith        | Joseph C. Wilson                 | 22 października 2017 | 22 lutego 2018   |
| 5  | Mountebank                      |              | Terrence O’Hara     | Jordana Lewis Jaffe              | 29 października 2017 | 1 marca 2018     |
| 6  | Can I Get a Witness?            |              | James Hanlon        | Chad Mazero                      | 5 listopada 2017     | 8 marca 2018     |
| 7  | The Silo                        |              | James Whitmore, Jr. | Frank Military                   | 12 listopada 2017    | 15 marca 2018    |
| 8  | This Is What We Do              |              | John P. Kousakis    | R. Scott Gemmill                 | 19 listopada 2017    | 22 marca 2018    |
| 9  | Fool Me Twice                   |              | Benny Boom          | Andrew Bartels                   | 26 listopada 2017    | 29 marca 2018    |
| 10 | Forasteira                      |              | Eric Pot            | Erin Broadhurst                  | 10 grudnia 2017      | 5 kwietnia 2018  |
| 11 | All Is Bright                   |              | Ruba Nadda          | Chad Mazero                      | 17 grudnia 2017      | 12 kwietnia 2018 |
| 12 | Under Pressure                  |              | Ruba Nadda          | Chad Mazero                      | 7 stycznia 2018      | 19 kwietnia 2018 |
| 13 | Cac Tu Nhan                     |              | James Hanlon        | R. Scott Gemmill                 | 14 stycznia 2018     | 26 kwietnia 2018 |
| 14 | Goodbye, Vietnam                |              | John Peter Kousakis | R. Scott Gemmill                 | 11 marca 2018        | 10 maja 2018     |
| 15 | Liabilities                     |              | Lily Mariye         | Kyle Harimoto                    | 18 marca 2018        | 17 maja 2018     |
| 16 | Warriors of Peace               |              | Terence Nightingall | Andrew Bartels                   | 25 marca 2018        | 24 maja 2018     |
| 17 | The Monster                     |              | Dennis Smith        | Adam George Key, Frank Military  | 1 kwietnia 2018      | 7 czerwca 2018   |
| 18 | Vendetta                        |              | James Whitmore, Jr. | Jordana Lewis Jaffe              | 8 kwietnia 2018      | 14 czerwca 2018  |
| 19 | Outside the Lines               |              | Suzanne Saltz       | Joseph C. Wilson                 | 22 kwietnia 2018     | 21 czerwca 2018  |
| 20 | Reentry                         |              | Eric Pot            | Lee A. Carlisle, Andrew Bartels  | 29 kwietnia 2018     | 28 czerwca 2018  |
| 21 | Where Everybody Knows Your Name |              | Rick Tunell         | Chad Mazero, Jordana Lewis Jaffe | 6 maja 2018          | 5 lipca 2018     |
| 22 | Venganza                        |              | Yangzom Brauen      | Erin Broadhurst, Kyle Harimoto   | 13 maja 2018         | 12 lipca 2018    |
| 23 | A Line in the Sand              |              | Frank Military      | Frank Military                   | 20 maja 2018         | 19 lipca 2018    |
| 24 | Ninguna Salida                  |              | John Peter Kousakis | Joe Sachs, R. Scott Gemmill      | 20 maja 2018         | 26 lipca 2018    |

## Seria 10 (2018–2019)
18 kwietnia 2018 roku, stacja CBS zamówiła oficjalnie 10 sezon.
| Nr | Tytuł                     | Polski tytuł | Reżyseria           | Scenariusz                       | Premiera CBS         | Premiera AXN |
| -- | ------------------------- | ------------ | ------------------- | -------------------------------- | -------------------- | ------------ |
| 1  | To Live and Die in Mexico |              | Frank Military      | Frank Military                   | 30 września 2018     | nieemitowany |
| 2  | Superhuman                |              | Dennis Smith        | Kyle Harimoto                    | 7 października 2018  | nieemitowany |
| 3  | The Prince                |              | Lily Mariye         | Andrew Bartels                   | 14 października 2018 | nieemitowany |
| 4  | Hit List                  |              | Eric Pot            | R. Scott Gemmill                 | 21 października 2018 | nieemitowany |
| 5  | Pro Se                    |              | Benny Boom          | Jordana Lewis Jaffe              | 28 października 2018 | nieemitowany |
| 6  | Asesinos                  |              | Terrence O’Hara     | R. Scott Gemmill                 | 4 listopada 2018     | nieemitowany |
| 7  | One of Us                 |              | Dennis Smith        | Kyle Harimoto                    | 11 listopada 2018    | nieemitowany |
| 8  | The Patton Project        |              | Ruba Nadda          | Frank Military                   | 18 listopada 2018    | nieemitowany |
| 9  | A Diamond in the Rough    |              | James Hanlon        | Chad Mazero                      | 25 listopada 2018    | nieemitowany |
| 10 | Heist                     |              | Yangzom Brauen      | Jordana Lewis Jaffe              | 9 grudnia 2018       | nieemitowany |
| 11 | Joyride                   |              | Tawnia McKiernan    | Erin Broadhurst                  | 16 grudnia 2018      | nieemitowany |
| 12 | The Sound of Silence      |              | Terence Nightingall | Joe Sachs                        | 6 stycznia 2019      | nieemitowany |
| 13 | Better Angels             |              | Diana C. Valentine  | Frank Military                   | 13 stycznia 2019     | nieemitowany |
| 14 | Smokescreen               |              | Dennis Smith        | Andrew Bartels                   | 27 stycznia 2019     | nieemitowany |
| 15 | Smokescreen, Part II      |              | Sherwin Shilati     | Matt Klafter, Kyle Harimoto      | 17 lutego 2019       | nieemitowany |
| 16 | Into the Breach           |              | James Hanlon        | Lee A. Carlisle                  | 3 marca 2019         | nieemitowany |
| 17 | Till Death Do Us Part     |              | Tony Wharmby        | R. Scott Gemmill                 | 17 marca 2019        | nieemitowany |
| 18 | Born To Run               |              | Lily Mariye         | Jordana Lewis Jaffe              | 24 marca 2019        | nieemitowany |
| 19 | Searching                 |              | Terrence O’Hara     | Adam George Key & Kyle Harimoto  | 31' marca 2019       | nieemitowany |
| 20 | Choke Point               |              | James Whitmore Jr.  | Joe Sachs & R. Scott Gemmill     | 14 kwietnia 2019     | nieemitowany |
| 21 | The One That Got Away     |              | Eric A. Pot         | Andrew Bartels & Erin Broadhurst | 28 kwietnia 2019     | nieemitowany |
| 22 | No More Secrets           |              | Yangzom Brauen      | Andrew Bartels & Erin Broadhurst | 5 maja 2019          | nieemitowany |
| 23 | The Guardian              |              | John P. Kousakis    | R.Scott Gemmill                  | 12 maja 2019         | nieemitowany |
| 24 | False Flag                |              | Dennis Smith        | Frank Military                   | 19 maja 2019         | nieemitowany |

## Seria 11 (2019–2020)
| Nr | Tytuł                    | Polski tytuł | Reżyseria           | Scenariusz                                          | Premiera CBS         | Premiera AXN |
| -- | ------------------------ | ------------ | ------------------- | --------------------------------------------------- | -------------------- | ------------ |
| 1  | Let Fate Decide          |              | Christine Moore     | Kyle Harimoto                                       | 29 września 2019     | nieemitowany |
| 2  | Decoy                    |              | Dennis Smith        | Kyle Harimoto                                       | 6 października 2019  | nieemitowany |
| 3  | Hail Mary                |              | Benny Boom          | R. Scott Gemmill, Frank Military                    | 13 października 2019 | nieemitowany |
| 4  | Yellow Jack              |              | Terrence O’Hara     | Andrew Bartels                                      | 20 października 2019 | nieemitowany |
| 5  | Provenance               |              | Lily Mariye         | Jordana Lewis Jaffe                                 | 27 października 2019 | nieemitowany |
| 6  | A Bloody Brilliant Plan  |              | Terence Nightingall | Terence Nightingall, Kate D. Martin, Frank Military | 3 listopada 2019     | nieemitowany |
| 7  | Concours D’Elegance      |              | Yangzom Brauen      | Lee A. Carlisle                                     | 10 listopada 2019    | nieemitowany |
| 8  | Human Resources          |              | James Hanlon        | Joe Sachs                                           | 17 listopada 2019    | nieemitowany |
| 9  | Kill Beale Vol. 1        |              | Eric A. Pot         | Samantha Chasse, R. Scott Gemmill                   | 24 listopada 2019    | nieemitowany |
| 10 | Mother                   |              | Dennis Smith        | Eric Christian Olsen, Babar Peerzada                | 1 grudnia 2020       | nieemitowany |
| 11 | Answers                  |              | Frank Military      | Kyle Harimoto                                       | 8 grudnia 2020       | nieemitowany |
| 12 | Groundwork               |              | Benny Boom          | Erin Broadhurst                                     | 5 stycznia 2020      | nieemitowany |
| 13 | High Society             |              | John Peter Kousakis | Chad Mazero                                         | 12 stycznia 2020     | nieemitowany |
| 14 | Commitment Issues        |              | James Hanlon        | Jordana Lewis Jaffe                                 | 16 lutego 2020       | nieemitowany |
| 15 | The Circle               |              | Diana C. Valentine  | Andrew Bartels                                      | 23 lutego 2020       | nieemitowany |
| 16 | Alsiyadun                |              | Dennis Smith        | R. Scott Gemmill                                    | 1 marca 2020         | nieemitowany |
| 17 | Missing Time             |              | Dan Liu             | Kyle Harimoto                                       | 8 marca 2020         | nieemitowany |
| 18 | Missing Time             |              | Yangzom Brauen      | Andrew Bartels                                      | 22 marca 2020        | nieemitowany |
| 19 | Fortune Favors The Brave |              | Eric A. Pot         | R. Scott Gemmill                                    | 29 marca 2020        | nieemitowany |
| 20 | Knock Down               |              | Tony Wharmby        | Jordana Lewis Jaffe                                 | 22 marca 2020        | nieemitowany |
| 21 | Murder of Crows          |              | Suzanne Saltz       | Chad Mazero                                         | 19 kwietnia 2020     | nieemitowany |
| 22 | Code of Conduct          |              | Frank Military      | Frank Military                                      | 26 kwietnia 2020     | nieemitowany |

## Seria 12 (2020–2021)
| Nr | Tytuł                      | Polski tytuł | Reżyseria        | Scenariusz                                 | Premiera CBS      | Premiera AXN |
| -- | -------------------------- | ------------ | ---------------- | ------------------------------------------ | ----------------- | ------------ |
| 1  | The Bear                   |              | Dennis Smith     | R. Scott Gemmill                           | 8 listopada 2020  | nieemitowany |
| 2  | War Crimes                 |              | Yangzom Brauen   | Jordana Lewis Jaffe                        | 15 listopada 2020 | nieemitowany |
| 3  | Angry Karen                |              | Dennis Smith     | R. Scott Gemmill                           | 22 listopada 2020 | nieemitowany |
| 4  | Cash Flow                  |              | Yangzom Brauen   | Kyle Harimoto                              | 6 grudnia 2020    | nieemitowany |
| 5  | Raising the Dead           |              | Terrence O’Hara  | Frank Military                             | 6 grudnia 2020    | nieemitowany |
| 6  | If the Fates Allow         |              | Dan Liu          | Andrew Bartels                             | 13 grudnia 2020   | nieemitowany |
| 7  | Overdue                    |              | Terrence O’Hara  | Chad Mazero                                | 3 stycznia 2021   | nieemitowany |
| 8  | Love Kills                 |              | Dan Liu          | R. Scott Gemmill                           | 10 stycznia 2021  | nieemitowany |
| 9  | A Fait Accompli            |              | Eric Pot         | R. Matt Klafter and Kyle Harimoto          | 17 stycznia 2021  | nieemitowany |
| 10 | The Frogman’s Daughter     |              | Tawnia McKiernan | Indira Gibson Wilson, Jordana Lewis Jaffee | 14 lutego 2021    | nieemitowany |
| 11 | Russia, Russia, Russia     |              | Daniela Ruah     | R. Scott Gemmill                           | 21 lutego 2021    | nieemitowany |
| 12 | Can’t Take My Eyes Off You |              | Tawnia McKiernan | Lee A. Carlisle                            | 28 lutego 2021    | nieemitowany |
| 13 | Red Rover, Red Rover       |              | Terrence O’Hara  | Andrew Bartels                             | 28 marca 2021     | nieemitowany |
| 14 | The Noble Maidens          |              | James Hanlon     | Chad Mazero, R. Scott Gemmill              | 4 kwietnia 2021   | nieemitowany |
| 15 | Imposter Syndrome          |              | Eric Pot         | Samantha Chasse                            | 2 maja 2021       | nieemitowany |
| 16 | Signs of Change            |              | Dennis Smith     | Indira Gibson Wilson, Jordana Lewis Jaffee | 9 maja 2021       | nieemitowany |
| 17 | Through The Looking Glass  |              | Frank Military   | Frank Military                             | 16 maja 2021      | nieemitowany |
| 18 | A Tale of Two Igors        |              | John P. Kousakis | Kyle Harimoto, R. Scott Gemmill            | 23 maja 2021      | nieemitowany |

## Seria 13 (2021–2022)
| Nr | Tytuł                     | Polski tytuł | Reżyseria           | Scenariusz                         | Premiera CBS         | Premiera AXN |
| -- | ------------------------- | ------------ | ------------------- | ---------------------------------- | -------------------- | ------------ |
| 1  | Subject 17                |              | Dennis Smith        | R. Scott Gemmill                   | 10 października 2021 | nieemitowany |
| 2  | Fukushu                   |              | Dennis Smith        | Kyle Harimoto                      | 17 października 2021 | nieemitowany |
| 3  | Indentured                |              | Eric Pot            | Frank Military                     | 24 października 2021 | nieemitowany |
| 4  | Sorry For Your Loss       |              | Eric Pot            | Chad Mazero                        | 31 października 2021 | nieemitowany |
| 5  | Divided We Fall           |              | Terence Nightingall | Andrew Bartels                     | 7 listopada 2021     | nieemitowany |
| 6  | Sundown                   |              | Suzanne Saltz       | Lee A. Carlisle                    | 21 listopada 2021    | nieemitowany |
| 7  | Lost Soldier Down         |              | Daniela Ruah        | Indira Wilson                      | 2 stycznia 2022      | nieemitowany |
| 8  | A Land of Wolves          |              | Tawnia McKieman     | Justin Kohlas, Adam George Key     | 9 stycznia 2022      | nieemitowany |
| 9  | Under the Influence       |              | John P. Kousakis    | Anastasia Kousakis                 | 27 lutego 2022       | nieemitowany |
| 10 | Where Loyalties Lie       |              | Tawnia McKiernan    | Matt Klafter                       | 6 marca 2022         | nieemitowany |
| 11 | All The Little Things     |              | Terrence O’Hara     | R. Scott Gemmill                   | 13 marca 2022        | nieemitowany |
| 12 | Murmuration               |              | James Hanlon        | Samantha Chasse                    | 20 marca 2022        | nieemitowany |
| 13 | Bonafides                 |              | Terrence O’Hara     | Kyle Harimoto                      | 27 marca 2022        | nieemitowany |
| 14 | Pandora’s Box             |              | Daniela Ruah        | Chad Mazero, Lee A. Carlisle       | 27 marca 2022        | nieemitowany |
| 15 | Perception                |              | Benny Boom          | Faythallegrea Claude               | 10 kwietnia 2022     | nieemitowany |
| 16 | MWD                       |              | Suzanne Saltz       | R. Scott Gemmill                   | 17 kwietnia 2022     | nieemitowany |
| 17 | Genesis                   |              | John P. Kousakis    | Andrew Bartels                     | 24 kwietnia 2022     | nieemitowany |
| 18 | Hard For The Money        |              | Rick Tunell         | Matt Klafter, Indira Gibson Wilson | 1 maja 2022          | nieemitowany |
| 19 | Live Free or Die Standing |              | Daniela Ruah        | Eric Christian Olsen               | 1 maja 2022          | nieemitowany |
| 20 | Work & Family             |              | Dennis Smith        | R. Scott Gemmill                   | 8 maja 2022          | nieemitowany |
| 21 | Down the Rabbit Hole      |              | Frank Military      | Frank Military                     | 15 maja 2022         | nieemitowany |
| 22 | Come Together             |              | John P. Kousakis    | Kyle Harimoto                      | 22 maja 2022         | nieemitowany |

## Seria 14 (2022–2023)
| Nr | Tytuł                   | Polski tytuł | Reżyseria           | Scenariusz                                | Premiera CBS         | Premiera AXN |
| -- | ----------------------- | ------------ | ------------------- | ----------------------------------------- | -------------------- | ------------ |
| 1  | Game of Drones          |              | Kevin Berlandi      | R. Scott Gemmill                          | 9 października 2022  | nieemitowany |
| 2  | Of Value                |              | Diana C. Valentine  | Kyle Harimoto                             | 16 października 2022 | nieemitowany |
| 3  | The Body Stitchers      |              | Suzanne Saltz       | Adam G. Key, Frank Military               | 23 października 2022 | nieemitowany |
| 4  | Dead Stick              |              | Dennis Smith        | Lee A. Carlisle                           | 30 października 2022 | nieemitowany |
| 5  | Flesh & Blood           |              | Daniela Ruah        | Chad Mazero                               | 6 listopada 2022     | nieemitowany |
| 6  | Glory of the Sea        |              | Terence Nightingall | Faythallegra Claude                       | 13 listopada 2022    | nieemitowany |
| 7  | Survival of The Fittest |              | Eric A. Pot         | Andrew Bartels                            | 20 listopada 2022    | nieemitowany |
| 8  | Let It Burn             |              | Rick Tunell         | Indira Gibson Wilson                      | 27 listopada 2022    | nieemitowany |
| 9  | Blood Bank              |              | Benny Boom          | Samantha Chasse                           | 8 stycznia 2023      | nieemitowany |
| 10 | A Long Time Coming      |              | Dennis Smith        | R. Scott Gemmill                          | 9 stycznia 2023      | nieemitowany |
| 11 | Best Seller             |              | James Hanlon        | Kyle Harimoto                             | 15 stycznia 2023     | nieemitowany |
| 12 | In the Name of Honor    |              | Dan Liu             | Matt Klafter                              | 19 lutego 2023       | nieemitowany |
| 13 | A Farewell to Arms      |              | John P. Kousakis    | Chad Mazero                               | 26 lutego 2023       | nieemitowany |
| 14 | Shame                   |              | Daniela Ruah        | Sam Block, Jamil Akim O’Quinn             | 5 marca 2023         | nieemitowany |
| 15 | The Other Shoe          |              | Eric Wilson         | Lee A. Carlisle, Justin Kohlas            | 19 marca 2023        | nieemitowany |
| 16 | Sleeping Dogs           |              | Gonzalo Amat        | Andrew Bartels                            | 26 marca 2023        | nieemitowany |
| 17 | Maybe Today             |              | Eric A. Pot         | Samantha Chasse, Matt Klafter             | 16 kwietnia 2023     | nieemitowany |
| 18 | Sensu Lato              |              | Kevin Berlandi      | Faythallegra Claude, Indira Gibson Wilson | 23 kwietnia 2023     | nieemitowany |
| 19 | The Reckoning           |              | Frank Military      | Frank Military                            | 7 maja 2023          | nieemitowany |
| 20 | New Beginnings, Part 1  |              | John Peter Kousakis | Kyle Harimoto, R. Scott Gemmill           | 14 maja 2023         | nieemitowany |
| 21 | New Beginnings, Part 2  |              | John Peter Kousakis | Kyle Harimoto, R. Scott Gemmill           | 21 maja 2023         | nieemitowany |